# Brad Gushue
Bradley Raymond „Brad“ Gushue, ONL (* 16. Juni 1980 in St. John’s, Neufundland) ist ein kanadischer Curler und Olympiasieger.

## Leben
Er gewann sechsmal den Juniorenmeistertitel der Provinz Neufundland und Labrador (1995, 1996, 1998, 1999, 2000 und 2001), die letzten fünf Titel in der Position des Skip. 2001 gewann er nicht nur den Provinzmeistertitel, sondern wurde auch kanadischer Junioren-Landesmeister und Juniorenweltmeister. Gushue war 1998 auch als Ersatzmann für John Morris an der Junioren-WM 1998 aufgeboten worden, wobei Morris das Turnier gewann.
Nach seiner Juniorenkarriere stieg Gushue rasch zu einem der besten Spieler seiner Provinz auf und qualifizierte sich 2003, 2004 und 2005 jeweils für die Landesmeisterschaft The Brier. Ende 2005 nahm Gushue den ehemaligen Weltmeister Russ Howard in sein Team auf und gewann das kanadische Qualifikationsturnier für die Olympischen Winterspiele 2006. In Pinerolo führte er das kanadische Team zum Gewinn der olympischen Goldmedaille.
Gushue hat vielfach für Neufundland und Labrador an der kanadischen Meisterschaft The Brier teilgenommen. 2017 konnte er das Turnier mit seinen Teammitgliedern Mark Nichols, Brett Gallant und Geoff Walker erstmals gewinnen und durfte als Sieger Kanada bei der Weltmeisterschaft 2017 in Edmonton vertreten. Dort blieb er in der Round Robin ungeschlagen und gewann im Page-Playoff gegen das schwedische Team um Niklas Edin. 2018 konnte er seinen Titel bei den kanadischen Meisterschaften verteidigen und trat erneut für Kanada bei der Weltmeisterschaft 2018 an. Nach einem dritten Platz in der Round Robin, einem Sieg gegen die USA (Skip: Rich Ruohonen) im Qualifikationsspiel und gegen Schottland (Skip: Bruce Mouat) im Halbfinale kam es zu einer Neuauflage der Finalpaarung des Vorjahres. Dort musste sich Gushue dem schwedischen Team von Niklas Edin mit 3:7 geschlagen geben und sich mit der Silbermedaille begnügen.
Gushue spielt für den Bally Haly Country Club in St. John’s und ist Inhaber eines Unternehmens. Er ist Athletenbotschafter der Entwicklungshilfeorganisation Right To Play.
Bei den Olympischen Winterspielen 2022 in Peking gewann Gushue mit seinem Team die Bronzemedaille. Zuvor beendeten sie die Round Robin als Dritter und trafen im Halbfinale auf Schweden, denen sie sich jedoch geschlagen geben mussten. Im Spiel um Platz 3 besiegten sie die USA um Skip John Shuster mit 8:5.

## Teams
| Saison  | Skip        | Third               | Second                       | Lead            |
| ------- | ----------- | ------------------- | ---------------------------- | --------------- |
| 1994–95 | Ryan Davis  | Brett Reynolds      | Brad Gushue                  | Colin Josephson |
| 1995–96 | Brad Gushue | Randy Turpin        | Brett Reynolds               | Colin Josephson |
| 1996–97 | Brad Gushue | Randy Turpin        | Jamie Korab                  | Brett Reynolds  |
| 1997–98 | Brad Gushue | Ryan Davis          | Jason Davidge                | Brett Reynolds  |
| 1998–99 | Brad Gushue | Mark Nichols        | Neal Blackmore               | Steve Parsons   |
| 1999–00 | Brad Gushue | Mark Nichols        | Jamie Korab                  | Mike Adam       |
| 2000–01 | Brad Gushue | Mark Nichols        | Brent Hamilton               | Mike Adam       |
| 2001–02 | Brad Gushue | Mark Nichols        | Paul Harvey                  | Gene Trickett   |
| 2002–03 | Brad Gushue | Mark Nichols        | Jamie Korab                  | Mark Ward       |
| 2003–04 | Brad Gushue | Mark Nichols        | Jamie Korab                  | Mark Ward       |
| 2004–05 | Brad Gushue | Mark Nichols        | Keith Ryan                   | Jamie Korab     |
| 2005–06 | Brad Gushue | Mark Nichols        | Mike Adam Russ Howard (skip) | Jamie Korab     |
| 2006–07 | Brad Gushue | Mark Nichols        | Chris Schille                | Jamie Korab     |
| 2007–08 | Brad Gushue | Mark Nichols        | Chris Schille                | David Noftall   |
| 2008–09 | Brad Gushue | Mark Nichols        | Ryan Fry                     | Jamie Korab     |
| 2009–10 | Brad Gushue | Mark Nichols        | Ryan Fry                     | Jamie Korab     |
| 2010–11 | Brad Gushue | Randy Ferbey (Skip) | Mark Nichols                 | Ryan Fry        |
| 2011    | Brad Gushue | Mark Nichols        | Ryan Fry                     | Jamie Danbrook  |
| 2011–12 | Brad Gushue | Ryan Fry            | Geoff Walker                 | Adam Casey      |
| 2012–13 | Brad Gushue | Brett Gallant       | Adam Casey                   | Geoff Walker    |
| 2013–14 | Brad Gushue | Brett Gallant       | Adam Casey                   | Geoff Walker    |
| 2014–15 | Brad Gushue | Mark Nichols        | Brett Gallant                | Geoff Walker    |
| 2015–16 | Brad Gushue | Mark Nichols        | Brett Gallant                | Geoff Walker    |
| 2016–17 | Brad Gushue | Mark Nichols        | Brett Gallant                | Geoff Walker    |
| 2017–18 | Brad Gushue | Mark Nichols        | Brett Gallant                | Geoff Walker    |